# Élie et Dieudonné

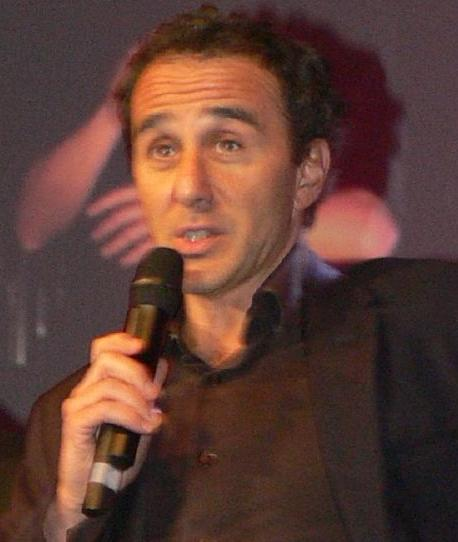
Élie Semoun.

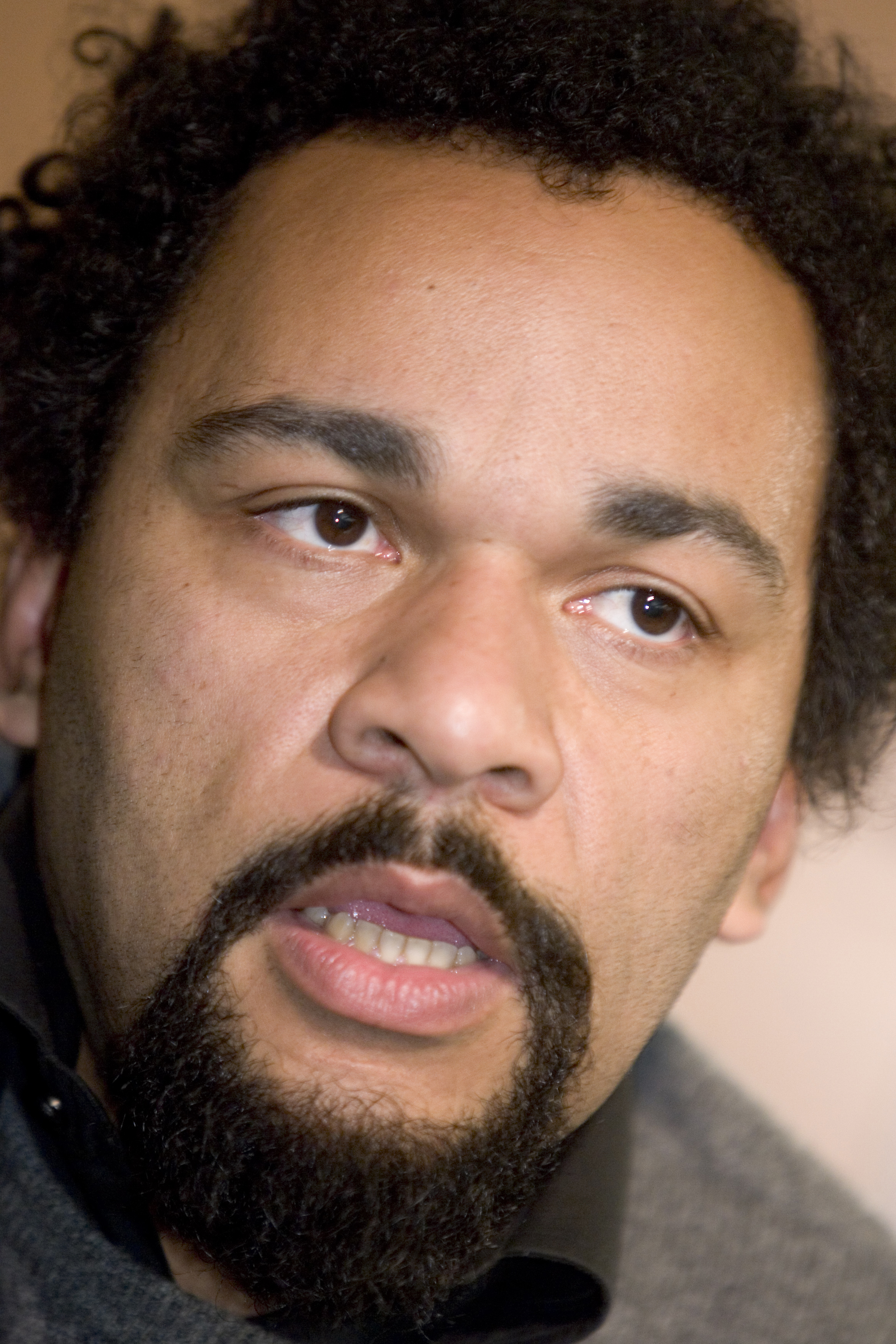
Dieudonné Mbala Mbala.

Élie et Dieudonné était un duo comique français composé d'Élie Semoun et de Dieudonné Mbala Mbala. Aujourd'hui dissous, le duo s'est produit entre le début des années 1990 et 1997.

## Histoire du duo
La rencontre entre les deux eut lieu en classe de terminale, au début des années 1980, mais ce n'est qu'à partir de 1990 que le duo se produit en spectacle. La mécanique comique récurrente de leur duo mettait souvent en scène les origines africaines de Dieudonné et juives d'Élie Semoun, qu'ils utilisaient pour tourner en dérision des problèmes sociaux comme le racisme ou l'intégration ; si bien qu'à l'époque, le duo humoristique était considéré comme le symbole de l'antiracisme. Élie qualifia leur humour de « mélange de quotidien et de folie ».
Leurs références allant « des Inconnus à la plus grinçante école Hara-Kiri », ils incarnèrent tous deux un style de personnage récurrent : pour Dieudonné, imposant et physique et pour Élie, petit et virevoltant.

## Consécration
Leur premier spectacle se tient en mai 1991 au Berry Zèbre avec une série de sketchs s'intitulant Un grand noir et un petit brun, puis le duo acquiert une certaine notoriété en 1992 au talk-show d'Arthur L'Émission impossible par leurs sketchs corrosifs (Pascal Légitimus devenant leur metteur en scène au Pigall's puis au Splendid Saint-Martin),. Leurs succès s'enchaînent et montent avec Élie et Dieudonné : une certaine idée de la France en 1994 et atteint le sommet avec Élie et Dieudonné en garde à vue en 1996, leur gloire s'arrête brutalement du fait de leur séparation l'année suivante,.

## Séparation
Élie et Dieudonné se séparent en 1997 à la suite de différends artistiques et financiers, peu après le tournage de leur unique long-métrage en commun, Le Clone, et avant la sortie de celui-ci,. Dieudonné continuera tout seul dans son spectacle en 1997 et Elie Semoun fera pareil de son côté,,. Malgré des retrouvailles fin 2002 dans Tout le monde en parle, de nombreuses polémiques opposent les deux anciens comparses ensuite depuis 2005,et même avant décembre 2003, leurs positions ayant évolué dans un sens irréconciliable. En 2008, Élie Semoun assiste ainsi à une représentation de Dieudonné au théâtre de la Main d'Or, et monte sur scène pour rejoindre son ancien acolyte. Quelques mois après ces retrouvailles, il déclare exclure toute reformation du duo après avoir appris que Dieudonné avait choisi Jean-Marie Le Pen comme parrain de l'une de ses filles. En 2009, commentant l'évolution de Dieudonné - qui, en décembre 2008, a fait monter sur scène le négationniste Robert Faurisson - Élie Semoun déclare : « C'est fini, terminé. C'est terrible, Dieudonné est ailleurs, dans le monde de la haine. Pour moi, c'est un traumatisme. C'est comme si j'avais vécu aux côtés d'un psychopathe ou d'un pédophile sans m'en apercevoir »,.
En janvier 2014, dans le contexte du bras de fer entre Dieudonné et les autorités françaises, Élie Semoun, fortement sollicité par les médias, décide d'intervenir exclusivement chez son ami Mouloud Achour dans l'émission Clique : il y interprète un sketch par le biais duquel il répond à son ancien complice, et qu'il décrit comme étant « presque la lettre d'un ami trahi et trompé ». Il déclare : « Quand on a débuté avec Dieudonné, on était le symbole même de l'antiracisme, à tel point que j'avais oublié que j'étais noir et qu'il était juif ! On s'en foutait à l'époque de tout ça, maintenant c'est un problème pour tout le monde… Dommage, moi j'aimais bien être Noir. »,.
Interviewé peu de temps après, Élie Semoun précise qu'il continue à avoir « de l'affection » pour Dieudonné ; il ajoute : « Je sais que je vais choquer des millions de gens en disant ça. Évidemment je réprouve toutes ses idées nauséabondes (…), je suis critique envers le racisme qu'il trimbale et toutes ses idées atroces. Mais c'est mon ami, je suis désolé ».
À l'été 2022, il assure être toujours en relation avec celui-ci, s'étant exprimé sur ce sujet également en 2016 (voir ci-dessous).
Plus récemment à l'été 2023, ce dernier a dit qu'il ne parlera plus jamais à celui-ci à la suite de ses prises de positions controversées récurrentes voire répétitives parlant d'un immense gâchis depuis sa rupture avec lui en 1997, assurant néanmoins 3 ans avant de ne pas ressentir de colère mais plutôt de l'amertume à son égard lui parlant toujours néanmoins au téléphone, se voyant occasionnellement mais ne pouvant cette fois plus lui pardonner comme il en avait parlé durant l'été dernier et ce malgré ses excuses à la communauté juive début janvier 2023,, ayant aussi jugés ultérieurement ses positions étant maintenant trop radicales et non drôles,.

## Cinéma
- 1998 : Le Clone, de Fabio Conversi